# Цейхгауз (Берлін)
Цейхгауз (нім. Zeughaus) — будівля в Берліні, було побудовано як арсенал на бульварі Унтер-ден-Лінден і є його найстарішою будівлею.
Перший камінь в основу цього арсеналу був закладений в 1695 році. Почав роботу над Цейхгаузом Йоганн Арнольд Нерінг, який незабаром помер. Після смерті Нерінга до роботи взявся Мартін Грюнберг, який в 1699 році передав проєкт Андреасу Шлютеру, який був досвідченіший як скульптор, ніж архітектор. Частина будови рухнула і на завершальному етапі будівництвом Цейхгаузу керував Жан де Бодт, який вніс корективи у початковий проєкт. Будівництво однієї з найкрасивіших будівель німецького бароко в Північній Німеччині завершилося лише в 1730 році.
Нарядний фасад прикрашає безліч алегоричних фігур. На головному порталі — зображення прусського короля Фрідріха I, за наказом якого був побудований Цейхгауз. Дві богині Перемоги несуть його герб. Напис, сенс якого повинен підкреслити розумність застосування зброї тільки для справедливих цілей, зокрема свідчить: «…На страх ворогам, в ім'я охорони свого народу і союзників — Фрідріх I». Чотири жіночі фігури головного входу символізують піротехніку, арифметику, геометрію і механіку.
У 1806 році Цейхгауз був зруйнований військами Наполеона. У 1817—1821 рр. будівлю було відновлено під керівництвом Карла Фрідріха Шинкеля, а під час Другої світової війни знову зруйновано.
21 березня 1943 року було заплановано замах на Гітлера з Герінгом, Гіммлером і Кейтелем під час їх відвідування виставки армійських трофеїв у Цейхгаузі. План полягав у тому, що начальник розвідки групи армій «Центр» полковник Рудольф-Крістоф фон Герсдорф пожертвує собою, сховавши на собі дві міни уповільненої дії, щоб підірвати фюрера і його оточення. Проте Гітлер пробув на виставці менше часу, ніж очікувалося, і план зірвався.
З 1952 року по 1990 роки у будівлі Цейхгаузу знаходився Музей німецької історії. Після возз'єднання країни площі було передано Німецькому історичному музею.

## Цікаві факти
Існує помилка, що у фільмі Тома Тиквера «Біжи, Лола, біжи» берлінський Цейхгауз виступає будівлею казино. Насправді ж, саме будинок навпроти (Будинок опери) знято у фільмі як казино.

## Ресурси Інтернету
- Офіційний туристичний портал Берліна [Архівовано 15 жовтня 2016 у Wayback Machine.](англ.)
- Цейхгауз на сайті Німецького історичного музею [Архівовано 24 червня 2016 у Wayback Machine.](нім.)
- Informationen über Geschichte und Architektur des Berliner Zeughauses [Архівовано 23 жовтня 2008 у Wayback Machine.]
- Deutsches Historisches Museum Rethinking German History Against the Background of a Burdened Past and New Challenges for the 21st Century